# 足球陣式
足球陣式，是指在一場足球比賽中球隊如何將球員佈署在球場上。陣式上大致可分為攻擊陣式或防守陣式。形容陣式的方法由後衛開始計算至前線，但不把守門員計算在內。例如，4-4-2陣式是指有四個後衛、四個中場及兩名前鋒，通常以三至五個數字來形容陣式。無論職業或業餘均有各自足球陣式，只是排陣的嚴謹程度不同。
在陣式上配合戰術運用，例如使用4-4-2陣式，可以主攻、防守或平排去排陣。
陣式是可以在比賽進行時改變，但需要球會適應陣式的改變的位置。球隊改變陣式的原因大致是改變攻擊或防守模式，或有球員被逐離場後，進行補位工作。部份陣式是動態，球會可在轉換前或後的位置，例如4-2-4陣式可轉換為2-4-4陣式。

## 早年
在19世紀的足球比賽中，並未流行防守性足球，排陣主要是攻擊陣式。
1872年11月30日的首場國際性比賽，由英格蘭對抗蘇格蘭，英格蘭排出七至八個前鋒（陣式為1-1-8或1-2-7）；而蘇格蘭排出六個前鋒（陣式為2-2-6）。
英格蘭方面，一個球員進行防守工作並負責開出自由球及一至兩個球員負責在中場並把球踢上前場進攻，重於個人的控球技術，以長傳急攻為主。蘇格蘭則以小組滲透的方式進攻。即使整場比賽都是進攻式足球，也只能賽和0-0。

## 舊式陣式

### 金字塔陣式 (2-3-5陣式)
1884年英格蘭球隊普雷斯頓首創獲得長期成功的陣式－「2-3-5陣式」；陣式原本稱為「金字塔陣式」，數目字名稱是後期補充作為參考的。到了1890年代，這陣式成為英國球隊的標準陣式，從而擴展到全世界。其後稍作變更，直到1940年代「2-3-5陣式」仍為大多數頂級球隊採用。
「2-3-5陣式」首次令陣式達到攻守平衡，當球隊防守時，兩名守方球員（後衛）負責看守攻方的內鋒（或稱為輔鋒，攻擊線上的第二及第四名球員）；而中場球員（中衛）則看守其他三名前鋒。中間的中衛球員是陣式中的關鍵角色，負責協助組織球隊的攻擊及釘牢通常被認為對方最危險的球員－正中鋒。

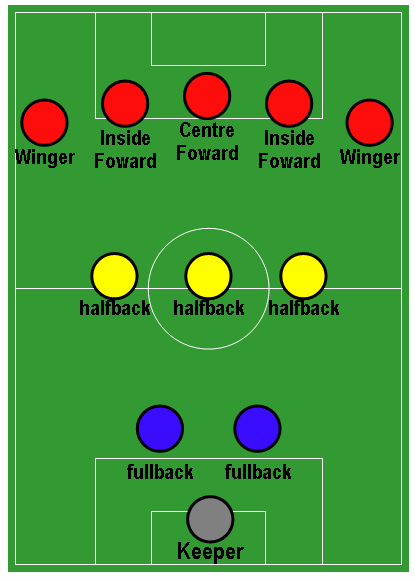
金字塔陣式

這個陣式被認為是引發1至11球衣順序編號的陣式，但當套用在常用的「4-4-2陣式」時並不合適，編排如下：
| 編號 | 2-3-5陣式        | 4-4-2陣式          |
| ---- | ---------------- | ------------------ |
| 01   | 守門員           | 守門員             |
| 02   | 後衛（右後衛）   | 右後衛             |
| 03   | 後衛（左後衛）   | 左後衛             |
| 04   | 中衛（右中衛）   | 中堅／正中場       |
| 05   | 中衛（控球球員） | 中堅               |
| 06   | 中衛（左中衛）   | 正中場／中堅       |
| 07   | 前鋒（右翼）     | 左中場／前鋒       |
| 08   | 前鋒（右輔）     | 右中場             |
| 09   | 前鋒（正中鋒）   | 前鋒               |
| 10   | 前鋒（左輔）     | 正中場（控球球員） |
| 11   | 前鋒（左翼）     | 前鋒／左中場       |

採用金字塔陣式的球隊
- 烏拉圭國家隊，1930年世界盃冠軍：
  - 陣容：Ballestero；Mascheroni 及 Nasazzi；Andrade、Fernández 及 Gestido；Dorado、Scarone、Castro、Cea and Iriarte。教練：Alberto Suppici。
- 阿根廷國家隊，1930年世界盃亞軍：
  - 陣容：Botasso；Della Torre 及 Paternoster；J.Evaristo、路易斯·蒙蒂 及 Arico Suárez；Peucelle、華拉路、斯塔比莱、Ferreira 及 M.Evaristo。教練：Juan José Tramutola。

#### 多瑙河流派
1920年代由奧地利國家隊、捷克國家隊及匈牙利國家隊演繹的「多瑙河流派」（Danubian school）足球陣式是「2-3-5 陣式」的變奏，直到1930年代奧地利國家隊將這陣式推上頂峰，陣式講求團隊互相的短傳及個人的技巧。
採用多瑙河流派陣式的球隊
- 奧地利國家隊，1934年世界盃殿軍：
  - 陣容：Platzer; Cisar and Sesta; Wagner, Smistik（英语：Josef Smistik） 及 Urbanek; Zischek, Bican（英语：Josef Bican）, 辛德拉爾, Schall and Viertl. 教練：Hugo Meisl 及 Franz Hansl.

#### 條理陣式

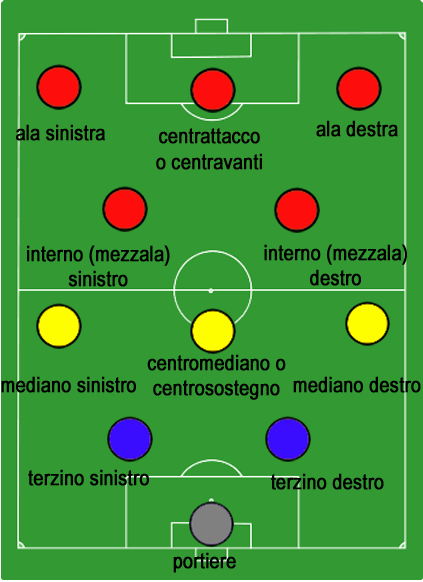
條理陣式

「條理陣式」（義大利語：Metodo）於1930年代由意大利國家隊教練维托里奥·波佐（Vittorio Pozzo）設計。「條理陣式」是從「多瑙河流派」衍生，建基於「2-3-5 陣式」而成，波佐了解到球隊的中衛需要更多的支援壓制對方的中場以取得優勢，因此波佐將兩名前鋒置於中場稍前，形成一個「2-3-2-3」的陣式。「條理陣式」比以前的陣式加強防守力，而容許更有效率的反擊。意大利國家隊採用這陣式連續贏得1934年及1938年兩屆世界盃。

### WM陣式

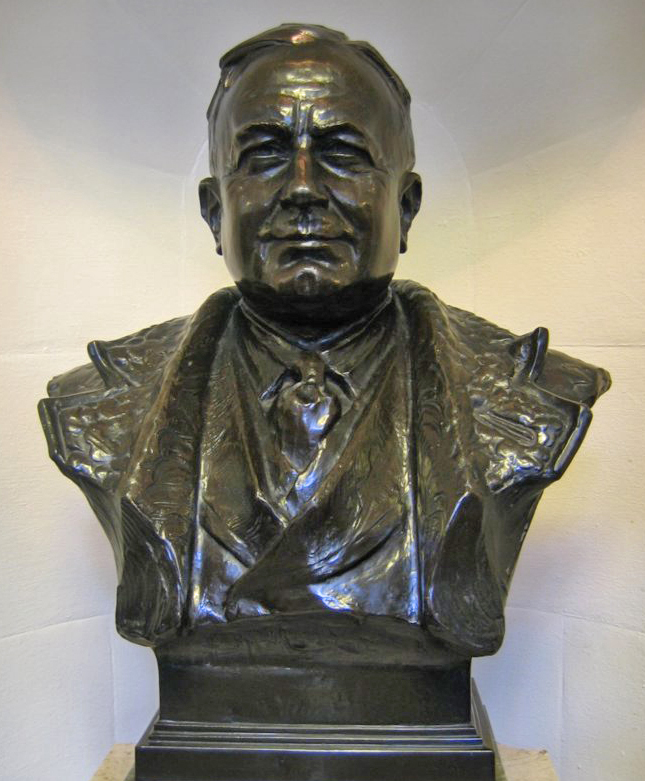
查普曼銅胸像

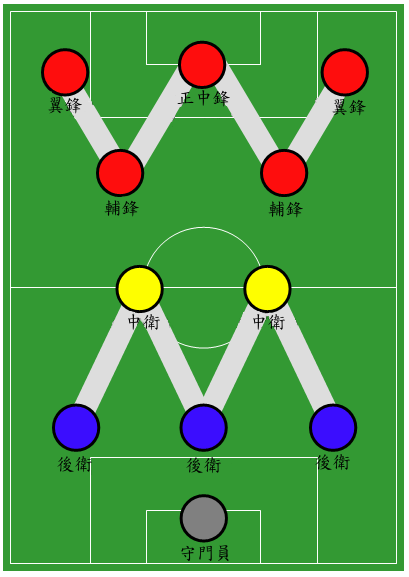
WM陣式

「WM 陣式」於1920年代中期由領隊查普曼（Herbert Chapman）創出，用以應付於1925年修訂的越位條例，由三名防守球員在守方底線前減到兩名即為越位。為此「WM 陣式」增加一名後衛（中堅）抗衡攻方的中鋒，及平衡攻守的陣勢。
「WM 陣式」的成功導致1930年代末期幾乎為所有英國球隊採用。從前「WM 陣式」亦被稱為「3-2-5 陣式」或「3-4-3 陣式」。

### WW 陣式
「WW 陣式」從「WM 陣式」演變出來，由匈牙利籍教練马尔顿·博科文（Márton Bukovi）將 3-2-5 的 WM 反轉而成。由於博科文的執教的球隊MTK匈格利亞（MTK Hungária FC）缺少一名有效率的正中鋒，因而需要將這個位置的球員移後到中場作為控球球員，兩名輔鋒之一則專責防守任務，形成一個「3-5-2」的陣式（亦可說成「3-3-4 陣式」），亦被視為「4-2-4 陣式」的雛型。1950年代早期博科文的同胞古斯托·西贝斯（Gusztáv Sebes）帶領匈牙利國家隊時亦採用相同陣式而取得成功。

### 4-2-4 陣式

4-2-4 陣式

「4-2-4 陣式」試圖結合強大的攻擊力及防守力，構思作為對僵硬的「WM 陣式」的回應。亦可算是「WM 陣式」的進化版本。「4-2-4 陣式」是首個採用數目字組合的足球陣式。
4-2-4陣式首次由Márton Bukovi使用，創造4-2-4陣式分別有兩人，包括法维奧·科斯塔（Flávio Costa）, 這位1950年代初的巴西國家隊教練及匈牙利的教練贝拉·古特曼（Béla Guttman）。不過只有1950年的巴西隊才能發展真正的4-2-4。
Costa將「diagonal system」理念在巴西報章O Cruzeiro刊登。
1950年代後期古特曼到巴西協助匈牙利發展4-2-4陣式。
4-2-4陣式可增加球員的陣式和體能，陣中可造出六名前鋒及後衛，兩名中場兼顧兩項職務。4名後衛可增加後衛數目，但會與中場更接近，因此此為著陣攻擊陣式。
留空的中場為由兩名後衛保上，除了奪取對手的球外，還會傳球以及走動配合攻勢。 此陣式需要所有球員有技術及主動。4-2-4陣式更需要戰術配合以及只要兩名中場防守可能出現問題。
在球隊4-2-4陣式由帕尔梅拉斯及桑托斯使用，後來巴西國家隊在1958年及1970年的世界盃足球賽使用此陣式，當中包括了比利及扎加洛。在巴西隊取得成功後此陣式亦廣泛地應用。
採用「4-2-4 陣式」的球隊
- 巴西國家隊，1958年世界盃冠軍：
  - 陣容：Gilmar; Bellini, 贾尔马·桑托斯, 尼顿·山度士, Orlando; Zito, 迪迪; 加林查, 瓦瓦, 比利, 扎加洛. 教練：Vicente Feola.
- ，1966-67年歐洲冠軍球會盃冠軍（"里斯本雄狮"）：
  - 陣容：（Ronnie Simpson）；（Jim Craig）、（Billy McNeill）、（John Clark）、（Tommy Gemmell）；（Bobby Murdoch）、（Bertie Auld）； （Jimmy Johnstone）、（Willie Wallace）、（Stevie Chalmers）、 （Bobby Lennox）。教練：。
- 巴西國家隊，1970年世界盃冠軍：
  - 陣容：Félix; 卡洛斯·阿尔贝托, Brito, Piazza, Everaldo; , 蓋爾森; 雅伊尔津霍, 比利, 托斯唐, 里维利诺. 教練：扎加洛.

## 現代常見陣式
現代足球的常見陣式。陣式是根據各球員的特性迎合球隊的需要。例如將一名後衛調到清道夫。

### 4-3-3 陣式
「4-3-3陣式」是由「4-2-4陣式」發展出來，由巴西國家隊於1962年世界盃所採用。多了一名中場球員是用來增強防守，中場可以在不同戰術發揮效果。三名中場一般緊貼來加強防守。
一個4-3-3的陣式包括一名防守中場（通常是4號或6號）以及兩名攻擊中場（通常是8號或10號），在1960年代被意大利、烏拉圭及阿根廷使用。 意大利隊4-3-3版本會使用翼鋒。在國家隊中1974年及1978年荷蘭隊在世界杯使用全攻全守足球（Total Football）戰術理論及此陣式。
在俱乐部上，最常用此陣式的球隊是1970年代初期的阿積士，贏得三項歐洲賽冠軍。
巴塞罗那足球俱乐部重視控球和地面傳球戰術的4-3-3陣式及tiki taka，巴塞隆拿一定程度上使用了全攻全守足球（Total Football）戰術理論。此外，前阿賈克斯球員、荷蘭足球教練告魯夫當時所帶來的4-3-3控球進攻的打法，亦一直沿用到了現在。誠如巴薩传奇球员沙維所言，巴薩的打法自二十年前告魯夫之後便再未有大的變更。
2006年世界盃，西班牙國家隊使用沒有翼鋒的4-3-3陣式。三名前鋒改為更傳統前鋒的打法。

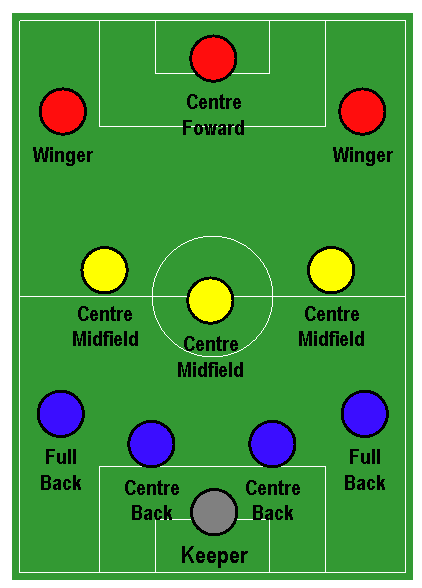
4-3-3陣式

採用「4-3-3 陣式」的球隊
- 希腊国家足球队，冠軍
- 巴西國家隊，1962年世界盃冠軍
- ，歐洲冠軍球會盃1970年冠軍
- ，意甲1994/95年度冠軍及歐聯1995/96年度冠軍
- ，挪超，連續13年贏得聯賽冠軍，以及10次晉身歐聯
- 兹德涅克·泽曼（英语：Zdeněk Zeman）所執教的球隊，他的足球哲学被稱為攻勢足球，他帶領的球队具備甚高的进球能力
- 車路士，車路士在執教下使用此陣式。在陣式中迫使對手防守，他亦會將兩名翼鋒退後形成4-5-1陣式。英超2004/05年度、2005/06年度冠軍、2009/10年度冠軍 及2014/15年度冠軍
- 里昂，法甲2001/02年度、2002/03年度、2003/04年度、2004/05年度、2005/06年度、2006/07年度冠軍
- ，西甲2004/05年度冠軍、2005/06年度冠軍、2008/09年度冠軍、2009/10年度冠軍、2010/11年度冠軍、2014/15年度冠軍、2015/16年度冠軍，歐聯2005/06年度冠軍、2008/09年度冠軍、2010/11年度冠軍、2014/15年度冠軍，世界冠軍球會盃冠軍︰2009年、2011年
- 利物浦，歐聯2018/19年度冠軍，世界冠軍球會盃冠軍；2019年超霸杯冠軍；2020年英超冠軍

### 4-4-2 传统陣式

4-4-2陣式

这是现代足球最传统的阵式。中场必需要协助攻击及防守的工作：其中一名中场主要负责支援前线的两名前锋，其余球员负责支援后卫及控制节奏 ，以兩翼側擊配以雙箭頭攻堅，以及支援后卫的工作。此阵式在英国本土十分常见，特别被称为'flat-back 4'。
采用「4-4-2阵形」的球队
- 巴西国家队，1994年世界杯冠军 （教练：彭利拿）
- 曼联足球会，1998-99年三冠王
  - 陣容：舒米高；加利·尼維利、艾雲、史譚、莊臣；傑斯、碧咸、史高斯、堅尼；安德魯·高爾、約基。教練：費格遜。
- 阿森纳足球会，2003/04年英超联赛不败身球队
  - 陣容：列文；勞倫、蘇·金寶、高路·托尼、艾殊利·高爾；皮里斯、韋拉、基拔圖·施華、龍格保；柏金、亨利。教練：雲加。
- 乌拉圭国家队，2010年世界杯殿军
- 馬德里競技，2013–14賽季西班牙足球甲級聯賽冠軍
- 李斯特城足球會，2015年至2016年英格蘭超級足球聯賽冠軍

### 4-4-2 鑽石陣式
| 「4-4-2 鑽石陣式」（又名為4-1-2-1-2 陣式或4-3-1-2 陣式）中場作調整。這個陣式十分依賴攻击型中场，这个位置被当作球队的核心，这个位置的球员通常具有更多的自由，同时还要求比组织后卫更加有创造力，他可以“打乱”阵容安排，并且在进攻区域灵活换位。例子有迭戈·马拉多纳、罗纳尔迪尼奥、里克尔梅、里瓦尔多、哈吉、施丹、卡卡及托迪。防守中場是截球及補足其他球員所離開的位置所造成的空缺之關鍵，又被稱為中場清道夫。這個陣4-3-1-2陣式的關鍵是保持控球及傳球給隊友，例如隊中有邓加、弗林斯、及這類球員即可。4-3-1-2陣式旨在以3防中控制中場，犧牲兩翼，將側擊任務交給兩閘後上，故此陣成功關鍵除串連攻守的進攻中場外，卻是有否效率高、體能好的二閘。 使用此陣式的球隊 - 阿根廷; 也许是最经常使用这个阵形的球队，2006年世界杯足球赛中教練何塞·佩克尔曼就经常在4-3-1-2和4-2-2-2之间变换阵形。卡洛斯·比拉尔多的球队将迭戈·马拉多纳作为攻击型中场就是一个明显的例子。这个位置被当作球队的核心，同时也是阿根廷队的关键位置。 - 英格蘭足球代表隊; 传说中的“无翼奇迹”1966年世界盃足球賽冠軍 - AC米蘭2003年冠軍 (教練：安察洛提) - 波圖 2004年歐洲聯賽冠軍盃冠軍(由摩連奴執教) - 加拉塔沙雷體育會2000年歐洲足協盃冠軍(由Fatih Terim執教) - 皇家馬德里在2001-2002年憑此陣式闖入歐洲聯賽冠軍盃決賽。 - 小保加，2000年、2001年(由比安奇執教)及2007年南美自由盃(由鲁索執教)冠軍 - 利物浦足球俱樂部, 2013/14年英超联赛亞軍，全季共打入101球，以高達24球的差距刷新隊史舊紀錄。 |

### 4-4-1-1陣式
| 4-4-2陣式另一個版本，其中一名前鋒稱作第二射手通常在前鋒後面。第二射手通常是創造力高的球員，通常是球隊中的主控球員。 使用此陣式的球隊 - 意大利, 2006年世界盃冠軍： - 球員：保方；森保達、簡拿華路、馬達拉斯、格羅索；甘莫蘭尼斯、加度素、派路、柏洛達；托迪；東尼. 教練: 納比. - 希臘，2004年歐洲國家盃冠軍 - 曼聯在2006-07年度朗尼為第二射手，前鋒是沙夏、蘇斯克查、阿倫·史密夫，另外傑斯出任左翼及C朗拿度為右翼。 - 拜仁慕尼黑，2009-2010德甲冠軍，德國盃冠軍，歐聯亞軍 |

### 4-3-2-1陣式 (聖誕樹陣式)
| 4-4-2陣式別一個版本，又稱為聖誕樹陣式。一名中場上前成為前鋒。陣式上有兩名前鋒以及一名射手。Terry Venables在1996年歐洲國家盃首次使用。 使用此陣式的球隊 - AC米蘭，2007年歐洲聯賽冠軍盃冠軍: - 球員: 迪達; 奧度, 馬甸尼, 贊古洛夫斯基; 加度素, 派路, ; 卡卡, 施多夫; . 領隊: . - 法國國家隊：1998年世界盃冠軍。 - 陣容：巴夫斯；圖拉姆、德塞利、利扎拉祖；德尚、卡伦布、佩蒂特；施丹、德约卡夫；吉瓦爾什；教練： - 巴塞隆拿，2004–05年及2005–06年球季不使用4-3-3陣式，主力是罗纳尔迪尼奥及（在2005-06年有時是美斯）在伊度奧之後 |

### 5-3-2陣式
| 此陣式有三名中堅（其中一人負責清道夫）。這陣式非常依賴翼衛。兩名後衛支援翼衛。翼衛負責支援防守及進攻。另一版本為5-3-2清道夫陣式（1-4-3-2陣式），只是將中間的後衛轉為清道夫，可參與中場或後衛工作。 使用此陣式的球隊 - 德國國家隊在1990年及1994年世界盃使用此陣式，並贏得1990年世界盃冠軍。 - 在馬田·奧尼爾2001年取得優良成績，此外亦晉身2003年歐洲足協盃決賽。 使用5-3-2清道夫陣式的球隊 - 皇家馬德里，2000年歐洲聯賽冠軍盃冠軍，為清道夫。 |

### 3-5-2陣式
| 使用3-4-3中場球員將會負責進攻及防守的工作。陣式只有三名後衛，假如對方球員突破中場，他們比4-5-1或4-4-2有更大機會得分。不過三名前鋒可以增加攻擊能力。此陣式通常被重視攻擊的隊伍使用。如要使用此陣式更有效果，三名後衛及龍門必需配合好。 使用此陣式的球隊 - AC米蘭，1990年代末期被扎切羅尼使用。 - 巴塞隆納，2011–12年西甲球季，哥迪奧拿曾採用此陣 - 切爾西，2016-2017英超球季，干地採用此陣；達成強力控制中場的效果。並以翼衛包抄作為主要進攻途徑。 責任的邊後衞，亦可視之為中場球員。由於這是一個集後衞與邊前衞於一身的位置，这套阵型对于边后卫的要求很高，所以出任的翼衞需要更多的體力，若同時兼備速度和技术效果更佳。球隊需要防守時，两名边路球员回撤，形成5-3-2；而在进攻中，这两人再压上。 由於他們身後有三名中堅專注防守，人們都預計他們會偏重於上前助攻多於防守。而正中鋒的主要職責是防止反擊。很多隊伍使用正攻擊中場及兩名防守中場，中場陣型形成W型，即3-4-1-2陣式。 使用此陣式的陣容 - 阿根廷，1986年世界盃足球賽冠軍 - 西德，1990年世界盃足球賽冠軍 - 巴西，2002年世界盃足球賽冠軍 - 格拉斯哥流浪自1991年至1997年赢得蘇格蘭足球超級聯賽冠軍 - 克羅地亞，由布拉泽维奇執教奪得1998年世界盃足球賽季軍。 - 華倫西亞，由贝尼特斯執教奪得2001-02、 2003-04西班牙甲組聯賽冠軍 - 莫斯科中央陸軍，2005年歐洲足協盃冠軍（由瓦列里·加扎耶夫執教） - 俄羅斯 - 聖保羅足球會, 2005年冠軍 - 華盛頓聯隊，2004年美國職業足球大聯盟杯冠軍，在2004-06年由Piotr Novak使用 - 伊朗，3次亞洲盃冠軍，全由Frank O'Farrell使用。 - 羅馬， 由卡佩羅執教奪得2000/01年意大利足球甲級聯賽冠軍 - 尤文圖斯， 2011-12賽季以全季不敗輝煌戰績奪得意大利足球甲级聯赛冠軍，中後場基本上以意大利國家隊成員為骨幹，这支尤文没有设置前腰但有一个顶级后腰，因此可以看作是1-4，细分的话是3-1-4-2，皮尔洛作為戰術核心拖后组织，周围放了4个跑動積極的球員。 - 拿玻里，2010-2012，2012年意大利杯冠軍。此陣式攻中場咸錫稍為突前，負責串連攻守。 - 烏甸尼斯，2010-現在 |

### 3-6-1陣式

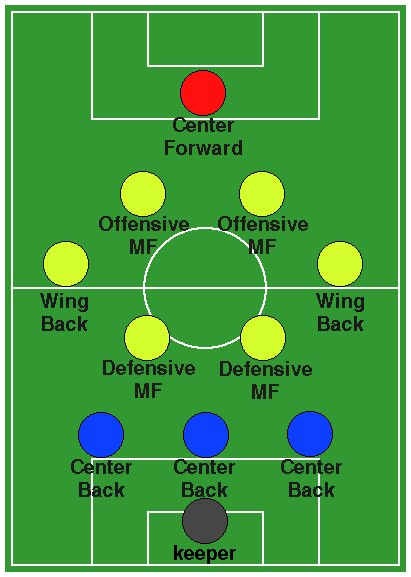
3-6-1陣式

這個罕見的陣式是確定球隊在中場控制權。在個別的陣式中非常少見，主要是維持比分。比較常見的3-4-2-1，使用兩名翼衛及正中場成為球隊重心人物。其中一個可做自由人，為第二前鋒及中鋒控球在腳。.單一前鋒是必要的，目標未必為球隊得分，亦可以傳給其他球員助攻。球隊在比賽上領先，他們希望控球在腳，利用短傳浪費時間。當時間流失，一名重心球員會在側邊發動攻擊。希丁克是其中一名熱衷此陣式的教練。
使用此陣式的球隊
- 南韓隊，2002年世界盃足球賽殿軍。
- 澳洲隊，2006年世界盃足球賽第二圈。

### 4-5-1陣式

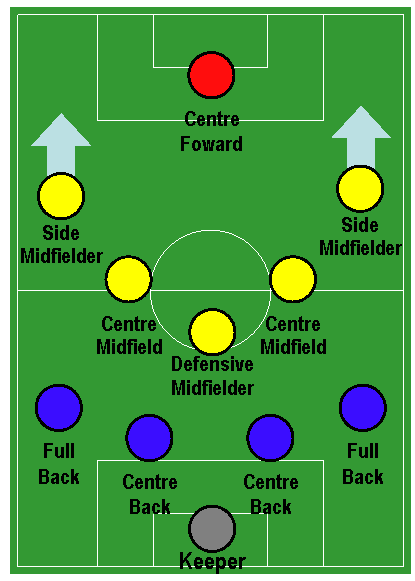
4-5-1陣式

4-5-1是一個防守陣式，不過如果兩名中場（翼鋒）具有攻擊性的話，可以發揮4-3-3效果。此陣式可在0-0或球隊領前使用，正中場可以控制比賽節奏，由於中場相當緊迫，迫使前鋒失去控球權 。由於只有一名前鋒，中場需要壓前進攻，而防守中場負責控制比賽節奏。
另外個陣式版本由切爾西領隊摩連奴使用。此陣式的另一個版本是4-1-4-1，陣式只有一名前鋒以及翼鋒需要持球前進。一個大場負責控制比賽節奏及支援防守。這樣進攻時可隨心進攻，防守時會有一名中場防守。
還有另一版本為4-1-3-1-1，前後各一中場負責進攻和防守，三名正中場則控制比賽節奏，既能運用兩翼傳中，亦可三人回防。
使用此陣式的球隊
- 挪威國家足球隊在90年代初期及中期相當成功。
- 利物浦足球俱樂部, 2005年歐洲聯賽冠軍盃（史提芬·謝拉特為球隊的指揮官）
- 阿仙奴，在2005-06年球季經常使用法比加斯負責進攻及亨利為單一射手。
- 里昂足球俱樂部，2001/2002、2002/2003、2003/2004、2004/2005、2005/2006、2006/2007、2007/2008 法國足球甲級聯賽冠軍
- 法國國家隊：1998年世界盃冠軍。

### 4-2-3-1陣式

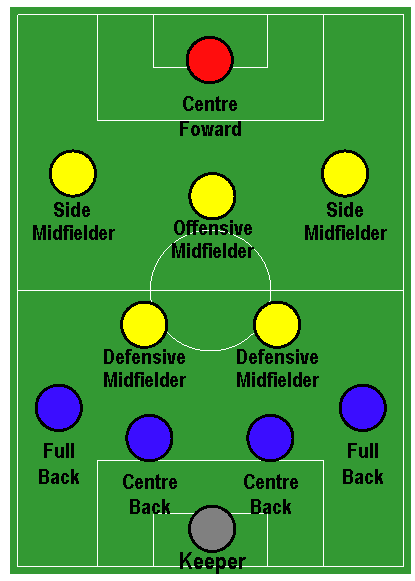
4-2-3-1 陣式

此陣式在西班牙及法國相當常見，近年在英格蘭也有幕起蹤跡，這是很有效的防禦陣式，左右中場及後衛可以在反擊時參與攻擊，在防守上，與4-5-1陣式相當相似。主要是讓中場保持控球機會。單一前鋒將會很有力量及很高去保持控制讓中場參與進攻。此情況下，對方防守球員盡早退後，留有空間給進場中場。此陣主要以一位進攻中場作重心，配合兩位邊路球員與單箭頭進攻。
使用此陣式的球隊
- 法國國家隊：2006年世界盃亞軍。
  - 陣容：巴夫斯；沙洛、杜林、加拿斯、艾比度；韋拉、馬基利尼；列貝利、施丹、馬路達；亨利；教練：杜明尼治
- 葡萄牙國家隊：2006年世界盃殿軍。
- 荷蘭國家隊：2010年世界盃亞軍。
  - 陣容：斯特克伦博赫；范德维尔、海廷加、马泰森、范布隆克霍斯特；范博梅尔、尼热尔·德容；罗本、斯内德、库伊特；范佩西；教練：范马尔韦克
- 德國國家隊：2010年世界盃季軍、2014年世界盃冠軍。
- 皇家馬德里 2001/2002年冠軍。2006/2007年、2011/12年西甲冠軍
- 羅馬足球俱樂部：2005-2006及2006-2007年意甲第四及亞軍

### 4-6-0陣式
4-6-0是一种4-5-1阵型的演化，原本的單一前鋒變成偽中锋。第一次使用這陣式的是1994年世界杯十六強賽的罗马尼亚，当時罗马尼亚对阵阿根廷赢3-2。
使用此陣式的球隊
- 西班牙国家足球队：2012年歐洲國家盃冠軍，教练博斯克派出6名中場球員上陣，由小组赛1-1賽和意大利開始至4-0击败意大利的決赛，並應用了全攻全守足球（Total Football）和tiki taka戰術理論[4]。
  - 陣容：卡斯拿斯；皮克、沙治奧·拉莫斯、艾比路亞、佐迪·艾巴、布斯基斯、沙比·阿朗素、沙維、伊涅斯塔、大衛·席爾瓦、法比加斯；教練：博斯克

### 5-4-1陣式

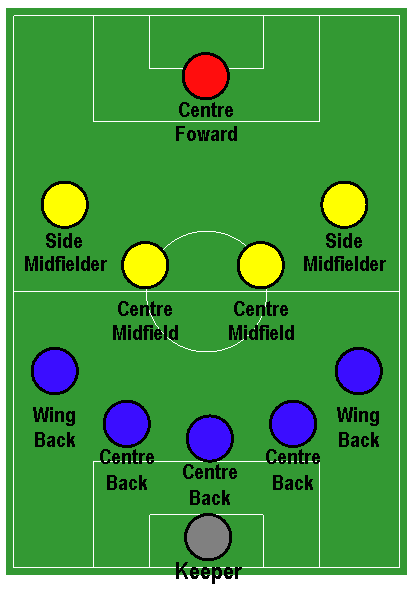
5-4-1陣式

這是著重防守的陣式，只佈署一名前鋒。不過後防可上前，使陣式改為3-4-3。

## 不完整陣式
當球隊其中一名球員離場時（主要是接獲紅牌），球隊通常將陣容改為防守，例如是4-4-1或5-3-1。除非比賽必須勝出（例：在附加賽或淘汰制比賽）球隊會使用攻擊陣式4-3-2或4-2-3。當一名球員離場時就會破壞了陣式，球隊會全力注重進攻及防守。

## 資料參考
1. ↑  . 衛報. 2000年11月15日  [2007年12月24日]. （原始内容存档于2007年10月18日） （英语）.
2. ↑  . 國際足協.   [2007年12月24日]. （原始内容存档于2006年12月8日） （英语）.
3. ↑  伊雲. . 足球 西甲 (新浪北京). 2012-11-27  [2012-11-29]. （原始内容存档于2012-12-03）.
4. ↑  . Bleacher Report.   [2012-11-29]. （原始内容存档于2012-06-16）.

## 外部連結
- National Soccer Coaches Association of America articles:
  - Evolution of Systems of Play
    - Part 1: The development of early formations
    - Part 2: 1954 to 1998
    - Part 3: 1998 World Cup

  - 3-5-2
    - 3-5-2: Examining the System
    - 3-5-2: Building Blocks

  - 4-4-2
    - 4-4-2: Attacking Strategy
    - 4-4-2: The Defensive Strategy
    - 4-4-2: A Balanced Attack
- FIFA.com: 3-5-2 （页面存档备份，存于）, 4-2-4, 4-4-2 （页面存档备份，存于）的陣容分析
- BBC Sport — Introduction to Formations （页面存档备份，存于）
- Football-LineUps
- Football Formations Maker （页面存档备份，存于）
- 3-5-2 （页面存档备份，存于）的陣容分析
- （页面存档备份，存于）各地聯賽戰陣分析